# Jimmy Rose
Jimmy Rose est une nouvelle d'Herman Melville publiée en 1855.

## Historique
Jimmy Rose est une nouvelle d'Herman Melville publiée en novembre 1855 dans la revue Harper's New Monthly Magazine.

## Résumé
Un vieil homme, William Ford, nous raconte l'histoire de Jimmy Rose, une célébrité new-yorkaise, ancien habitant de sa demeure.

## Éditions en anglais
- Jimmy Rose , dans le numéro 66 de Harper's New Monthly Magazine en novembre 1855.

## Traductions en français
- Jimmy Rose, traduit par Armel Guerne, Falaize, 1951.
- Jimmy Rose, par Philippe Jaworski, Herman Melville, Œuvres, IV , Bibliothèque de la Pléiade, éditions Gallimard, 2010.